# Port lotniczy Robert L. Bradshaw
Port lotniczy Robert L. Bradshaw – port lotniczy zlokalizowany w mieście Basseterre, stolicy Saint Kitts i Nevis, na wyspie Saint Kitts.

## Linie lotnicze i połączenia
- American Airlines (Miami, New York-JFK)
  - American Eagle obsługiwane przez Executive Airlines (San Juan)
- British Airways (Antigua, London-Gatwick)
- Delta Air Lines (Atlanta)
- LIAT (Antigua, Saint Martin, Saint Thomas, Tortola, San Juan)
- SKN Air Express (Nevis, Saint Martin)
- Skyservice (Toronto-Pearson [sezonowe])
- US Airways (Charlotte, Philadelphia [sezonowe])
- Windward Islands Airways (Nevis, Saint Martin)